# Martín (Fluss)
Der Río Martín ist ein rechtsseitiger Nebenfluss des Ebro im Nordosten Spaniens. Sein Einzugsgebiet hat eine Fläche von 2095 km².

## Geografie

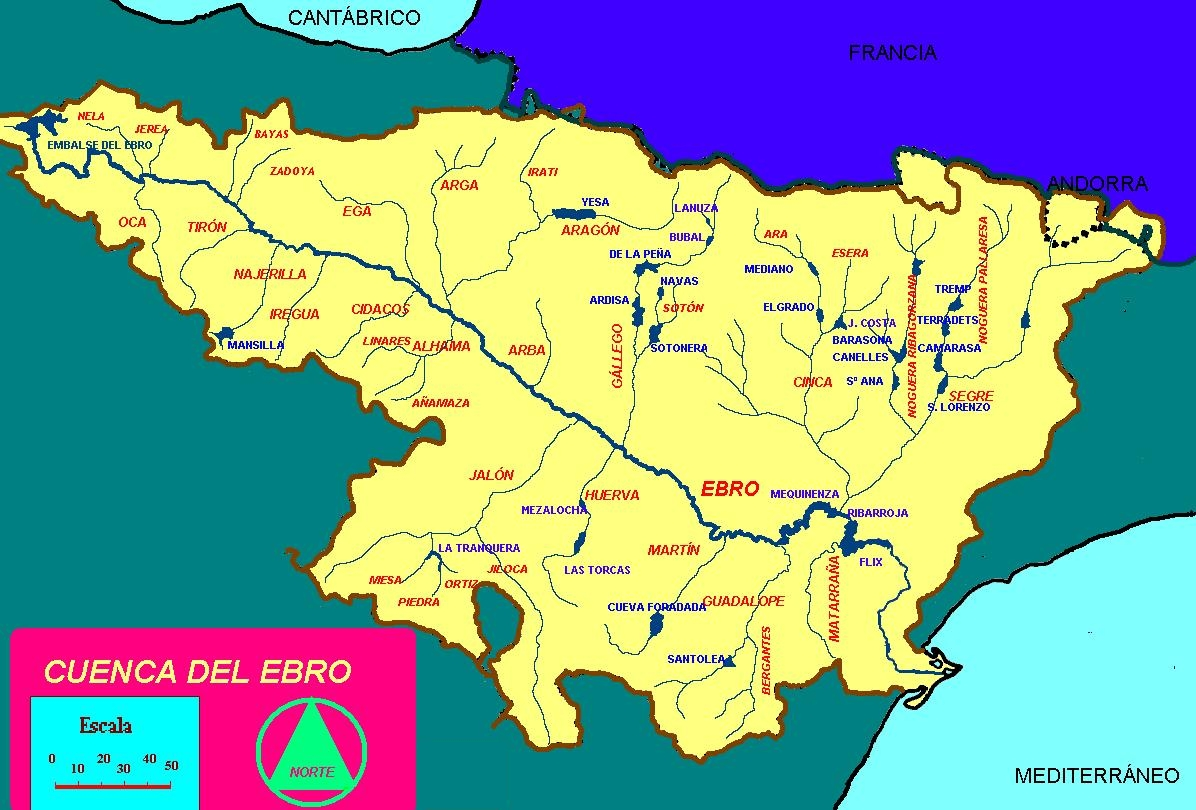
Das Stromsystem des Ebro

Der Martín entspringt im Bergland der Sierra de San Just in der Gemeinde Martín del Río in der Comarca Cuencas Mineras als Zusammenfluss von Río de la Rambla und des Río de las Parras. Knapp 2 km unterhalb kommt der Río Vivel als dritter Quellfluss hinzu. Der Río Martín durchläuft die Niederung von Montalbán und sodann ein enges Tal mit den Orten Peñarroyas, Obón und Alcaine (Teruel). Danach fließt er in den 1926 errichteten Stausee Embalse de Cueva Foradada, den er bei dem Ort Oliete verlässt. Von hier aus verläuft der Lauf in nordöstlicher Richtung zunächst durch die Sierra de Arcos und dann an Albalate del Arzobispo und Hijar vorbei in Richtung seiner Mündung in den Ebro bei Escatrón.

## Parque Cultural del Río Martín
Im Mittellauf des Flusses liegt oberhalb von Albalate del Arzobispo der Parque Cultural del Río Martín mit Höhlenmalereien, die 1998 als Vorgeschichtliche Felsmalereien im östlichen Spanien zum UNESCO-Weltkulturerbe erklärt worden sind.